# Victoria Josse
Pour les articles homonymes, voir Josse.
Victoria Josse, née le 29 octobre 2000 à Villeurbanne, est une triple-sauteuse française.

## Carrière
Victoria Josse remporte la finale du triple saut aux Championnats de France d'athlétisme 2021 à Angers avec un saut de 13,71 m.
Elle en fait de même lors des Championnats de France d'athlétisme en salle 2022 à Miramas avec un saut à 13,63 m.